# Равне-при-Церкнем
Равне-при-Церкнем (словен. Ravne pri Cerknem) — поселення на захід від Церкно, Регіон Горішка, Словенія. Висота над рівнем моря: 684.2 м. 